# Imre Mudin
Imre Mudin (ur. 8 listopada 1887 w Kétegyházie, zm. 23 października 1918 na Monte Grappa) – węgierski lekkoatleta specjalizujący się konkurencjach rzutowych, uczestnik igrzysk olimpijskich.
Mudin wystartował na igrzyskach olimpijskich dwukrotnie. Po raz pierwszy miało to miejsce podczas IV Letnich Igrzysk Olimpijskich w Londynie w 1908 roku. Reprezentant Węgier wziął udział w trzech konkurencjach. W rzucie dyskiem Mudin zajął miejsca 14-42 a jego wynik jest nieznany. Podobnym rezultatem zakończył się start Węgra w rzucie dyskiem greckim. W rzucie oszczepem w stylu wolnym Mudin zajął siódme miejsce z wynikiem 45,96 metra. Cztery lata później, podczas V Letnich Igrzysk Olimpijskich w Sztokholmie, wystartował w pchnięciu kulą, który ukończył na szóstym miejscu pchając na odległość 12,81 metra.
Reprezentował barwy klubów Magyar Atlétikai Klub i Nagyat'di Atlétikai Club. Zginął podczas I wojny światowej.
Jego starszy brat István Mudin również był lekkoatletą olimpijczykiem.

## Rekordy życiowe
- Pchnięcie kulą – 14,08 (1914)
- Rzut dyskiem – 42,72 (1916)
- Rzut oszczepem - 56,90 (1912)